# Var sin väg
Var sin väg är en svensk dramafilm från 1948 i regi av Hasse Ekman. I huvudrollerna ses Gunn Wållgren och Hasse Ekman.

## Handling
Tage är underläkare och Birgit hans hustru. Birgit, som egentligen är skådespelerska, gick med på att bli hemmafru när de gifte sig. När Birgit återupptar skådespeleriet kraschar äktenskapet.

## Om filmen
Filmen spelades in 1947 och hade premiär på biograf Anglais vid Stureplan i Stockholm den 16 februari 1948. Filmen hade vid premiären en 15-årsgräns. Var sin väg har visats i SVT, bland annat 1985, 1991, i maj 2021, i juli 2023 och i juli 2025.

## Rollista i urval
- Gunn Wållgren – Birgit, skådespelerska
- Hasse Ekman – underläkare Tage Sundell, hennes man
- Uno Henning – överläkare Birger Holmberg
- Marianne Aminoff – Sonja Collin
- Stig Järrel – Nils Brenner, skådespelare och regissör
- Gunnar Björnstrand – skeppsredare Sture Widman
- Eva Dahlbeck – Karin Brofeldt, skådespelerska
- Åke Grönberg – röntgenläkare Gösta Sund
- Gösta Cederlund – professor Hellsten, överläkaren på Södersjukhuset
- Hilda Borgström – fru Lundkvist, en patient på Södersjukhuset
- Björn Berglund – Bengt Carlgren, överläkare i Östervik
- Tord Stål – gynekologen
- Gull Natorp – Gabriella Collin, Sonjas mor
- Hugo Jacobson – Hjalmar Collin, Sonjas far
- Karl-Arne Holmsten – en läkare på Södersjukhuset
- Stig Olin – direktör Fredrik Salén
- Willy Peters – Cetrén, kirurg
- Aurore Palmgren – Hulda, Tages hushållerska

## DVD
Filmen gavs ut på DVD 2018.